# Wang Lei (schackspelare)
Wang Lei (王蕾; Wáng Lěi), född 4 februari 1975 i Shanghai , i östra Kina, är en kinesisk schackspelare som är stormästare i schack för damer (WGM).
Mellan år 2000 och 2003 var hon placerad på FIDE:s topp 50-lista för damer Wang Lei är fyrfaldig kinesisk mästarinna i schack. Hon har också tagit guld med det kinesiska damlaget i Schackolympiaden för damlag och med det kinesiska laget i Asiatiska mästerskapet för damlag.

## Schackkarriär
Wang Lei har vunnit Kinesiska mästerskapet i schack för damer fyra gånger – 1997, 1998, 2000 och 2001.
Wang har tävlat för det kinesiska damlaget i schackolympiaderna fyra gånger, 1990, 1996, 1998 och 2000. 1990 var hon första reserv och spelade fyra partier. Hon vann 3 partier och förlorade 1 parti. Hon spelade inte tillräckligt många partier för att få ett individuellt resultat. Med det kinesiska laget vann hon bronsmedalj. 1996 spelade hon vid bord 3 och fick resultatet 72,2 vinstprocent via 5 vinster, 3 remier och 1 förlust. Individuellt slutade hon på en åttonde plats, men vann med det kinesiska laget silvermedalj. 1998 var hon åter första reserv, men spelade 9 partier och fick resultatet 88,9 vinstprocent via 7 vinster, 2 remier och ingen förlust. Hon fick individuellt guld både som reserv och totalt och dessutom guldmedalj tillsammans med laget. 2000 var hon också första reserv och spelade 10 partier. Wang Lei fick resultatet 75,0 vinstprocent via 6 vinster, 3 remier och 1 förlust. Hon slutade individuellt på sjätteplats men fick guldmedalj tillsammans med det kinesiska laget. Totalt har Wang Lei spelat 32 partier i schackolympiaderna med vinstprocenten 78,1 via 21 vinster, 8 remier och 3 förluster.
Wang Lei deltog i Asiatiska schackmästerskapet för damer 1999, vid bord 1. Hon fick då resultatet 75,0 vinstprocent via 3 vinster, ingen remi och 1 förlust. Hon blev dubbel guldmedaljör eftersom hon vann individuell guldmedalj och det kinesiska laget vann också guldmedalj.